# Oegopsina
Oegopsina — підряд головоногих молюсків, що належать до ряду кальмарів (Teuthida). Це пелагічні кальмари. Відомо 24 родини і 69 родів.

## Родини
- Підряд Oegopsina
  - Родина Ancistrocheiridae
  - Родина Architeuthidae
  - Родина Bathyteuthidae
  - Родина Batoteuthidae
  - Родина Brachioteuthidae
  - Родина Chiroteuthidae
  - Родина Chtenopterygidae
  - Родина Cranchiidae
  - Родина Cycloteuthidae
  - Родина Enoploteuthidae
  - Родина Gonatidae
  - Родина Histioteuthidae
  - Родина Joubiniteuthidae
  - Родина Lepidoteuthidae
  - Родина Lycoteuthidae
  - Родина Magnapinnidae
  - Родина Mastigoteuthidae
  - Родина Neoteuthidae
  - Родина Octopoteuthidae
  - Родина Ommastrephidae
  - Родина Onychoteuthidae
  - Родина Pholidoteuthidae
  - Родина Promachoteuthidae
  - Родина Psychroteuthidae
  - Родина Pyroteuthidae
  - Родина Thysanoteuthidae
  - Родина Walvisteuthidae
  - Parateuthis tunicata (incertae sedis)